# یزندورف
یزندورف (به آلمانی: Jesendorf) یک شهر در آلمان است که در نوردوست‌مکلنبورگ واقع شده‌است. یزندورف ۴۶۰ نفر جمعیت دارد.